# Hem Sogn (Skive Kommune)
 For alternative betydninger, se Hem Sogn. (Se også artikler, som begynder med Hem Sogn)
Hem Sogn er et sogn i Skive Provsti (Viborg Stift).
I 1800-tallet var Hindborg Sogn og Dølby Sogn annekser til Hem Sogn. Alle 3 sogne hørte til Hindborg Herred i Viborg Amt. Hem-Hindborg-Dølby sognekommune blev ved kommunalreformen i 1970 indlemmet i Skive Kommune.
I Hem Sogn ligger Hem Kirke.
I sognet findes følgende autoriserede stednavne:
- Brøndumbæk (bebyggelse, ejerlav)
- Hem (bebyggelse, ejerlav)
- Krarup (bebyggelse, ejerlav)